# Species II
Species II is een Amerikaanse scienecfiction-horrorfilm uit 1998 onder regie van Peter Medak. De productie is een vervolg op Species uit 1995 en werd in 2004 zelf opgevolgd door Species III. Van de cast uit Species keren Natasha Henstridge, Michael Madsen en Marg Helgenberger terug in het tweede deel.

## Verhaal

### Proloog
Enkele jaren na de creatie en vernietiging van Sil landt voor het eerst in de geschiedenis een Aards ruimtevaartuig op Mars. Astronaut Patrick Ross zet voet op de planeet om een paar bodemmonsters te nemen en keert dan terug naar zijn collega's, Dennis Gamble en Anne Sampas. Terwijl de drie zich installeren voor de terugreis naar de Aarde, zien ze niet dat achter in het ruimtevaartuig een van de capsules met Martiaanse grond openspringt. De inhoud is ontdooid vanwege de temperatuur in het vaartuig. Er loopt een vloeistof uit de capsule die zich in de richting van de astronauten beweegt. Wanneer deze de drie bereikt, verliezen hun collega's op Aarde zeven minuten alle contact met ze. Even later meldt Ross zich toch weer, waarna de terugreis verder voorspoedig verloopt.

### Hoofdverhaal
Het Amerikaanse leger heeft een volwassen kloon van de eerder geschapen half menselijke, half buitenaardse Sil gecreëerd, genaamd Eve. Om te voorkomen dat het experiment zo uit de hand loopt als het eerste deed, wordt contact tussen haar en mannen volledig vermeden. Laura Baker heeft zich na haar ervaringen met Sil aangediend om de onderzoeken met Eve te leiden. Hierin wordt Eve in een laboratorium blootgesteld aan allerlei potentieel dodelijke middelen om te zien wat haar permanent kan schaden, zodat het militaire complex onder leiding van kolonel Carter Burgess Jr. een wapen kan ontwikkelen om in te zetten bij een eventuele buitenaardse invasie. Eves lichaam blijkt alle toegebrachte wonden binnen enkele seconden volledig te genezen.
De drie astronauten blijken teruggekeerd met een enorm seksueel verlangen. Na een ontvangstreceptie laat Ross zijn verloofde Melissa achter om in een hotelkamer een trio te hebben met twee debutantes. Nadat hij ejaculeert in de ene, verruilt zij van plek met de andere. Terwijl Ross de tweede vrouw bestijgt, groeit in de eerste razendsnel een bevruchte eicel uit tot een voldragen 'kind'. Haar buik bolt in seconden tijd op en barst vervolgens open. De tweede vrouw raakt in paniek, maar kan niet onder Ross uit, die in haar blijft stoten terwijl er tentakels op zijn rug verschijnen. Na afloop verstopt Ross zijn inmiddels tot twee kleine jongetjes ontwikkelde nageslacht in een schuur die op naam staat van zijn overleden moeder. De volgende dag kan hij zich niets van de gebeurtenissen na de receptie herinneren. Hij maakt zich daar zorgen om en praat hierover met zijn vader, senator Judson Ross. Die wil hier niets van weten en heeft het liever over zijn toekomst nu hij een nationale held is.
Wetenschapper Dr. Orinsky onderzoekt bloedmonsters van de drie astronauten als onderdeel van een gezondheidstest. Terwijl hij dit doet, valt het flesje met Ross' bloed op de grond. Het beweegt zich vervolgens in een stroom richting de muur. Orinsky kijkt verwonderd toe naar wat er gebeurt. Zodra hij te dicht bij de muur komt, slaan tentakels zich hierdoorheen en doden de wetenschapper. Baker onderzoekt zijn dode lichaam en vindt sporen van buitenaards DNA in zijn verwondingen. Het lijkt op dat van Eve, maar is niet hetzelfde. Dat brengt haar tot de conclusie dat er zich een tweede buitenaardse levensvorm op Aarde bevindt. Kolonel Burgess herenigt Baker daarom met Preston Lennox om die op te sporen.
Lennox en Baker zoeken Herman Cromwell op, Orinsky's voormalige leraar. Hij bevindt zich in een psychiatrische inrichting. Volgens hem zit hij daar niet zit omdat hij gek is. Cromwell vertelt dat hij ontdekte dat Mars ooit bewoond was, maar gekoloniseerd werd door een ander buitenaards ras uit de Grote Magelhaense Wolk dat er verantwoordelijk voor is dat de planeet nu een kale bol is. Hij waarschuwde de Amerikaanse regering om er weg te blijven vanwege het risico op infectie door eventueel nog aanwezig buitenaards DNA. De overheid sloot hem daarna op in de inrichting om hem het zwijgen op te leggen hierover.
Lennox en Baker vertellen Burgess het verhaal. Ze vermoeden naar aanleiding hiervan dat er buitenaards DNA met een van de drie astronauten naar de Aarde is gekomen. De eerste die ze vinden, is Sampas. Dood. Ze heeft seks gehad met haar man en is daarbij bevrucht geraakt. Daarna overkwam haar hetzelfde als de vrouwen met wie Ross sliep. Het buitenaardse DNA dat Baker bij haar aantreft, is alleen niet hetzelfde als dat wat ze vonden bij Orinsky. Lennox en een gewapend team vallen Gambles slaapkamer binnen net voordat hij seks met zijn vrouw kan hebben. Ze onderzoeken zijn bloed in het laboratorium. Daarin treffen ze geen infectie aan.
Ross wordt wakker naast Melissa, met wie hij de vorige avond seks heeft gehad. Ze is dood. Haar buik vertoont een gapend gat en naast het bed staat een met bloed besmeurd jongetje. Ross gaat naar buiten en zet de loop van een geweer in zijn mond. Gamble nadert zijn huis precies op tijd om te zien hoe hij zijn hoofd volledig aan stukken schiet. Het groeit in seconden volledig terug. Gamble gaat terug naar het laboratorium om te vertellen wat hij heeft gezien. Omdat hij nu toch op de hoogte is, lichten Lennox, Baker en Burgess hem volledig in. Ross bezoekt intussen een reeks prostituees om bij hen voor nageslacht te zorgen. Hun lichamen begraaft hij. Zijn nieuwe kinderen verzamelt hij in het schuurtje waar hij ook zijn eerdere nageslacht heenbracht.
Eve vertoont lichamelijke reacties iedere keer dat Ross seks heeft. Ze blijkt een telepathische connectie met hem te hebben. Burgess beveelt Baker daarom om haar in te zetten om Ross op te sporen. Baker heeft een deel van Eves buitenaardse genen alleen doelbewust inactief gehouden om haar kracht en paringsdrift onder controle te houden. Om Ross op te kunnen sporen, moet Baker ook die activeren. Na de behandeling, kan Eve zien wat Ross ziet. Aan de hand hiervan vertelt ze Lennox en Gamble waar ze hem kunnen vinden. Ross voelt nu de connectie met Eve ook en wil haar. Hij toont Lennox en Gamble daarom alle begrip wanneer ze hem vinden en gaat rustig met ze mee naar het laboratorium. Hoe kleiner de afstand tussen Eve en Ross wordt, hoe groter de aantrekkingskracht die ze allebei voelen. Zodra Ross haar ziet, gaat hij recht op haar af. Voor hij haar uit haar glazen cel kan bevrijden, verjaagt Lennox hem door hem met aan te vallen met stikstofgas.
Gamble probeert tevergeefs te flirten met Eve. Baker weet vanwege haar ervaringen met Sil dat Eve genetische afwijkingen aanvoelt en geen interesse heeft in mannen die dit door kunnen geven aan hun nageslacht. Garner is drager van sikkelcelanemie. Daarom werd hij ook als enige van de drie astronauten niet besmet door het buitenaardse DNA op Mars. Het heeft geen afweer ontwikkeld voor Aardse kwalen. Dit brengt Baker op het idee om een Aardse infectie in te zetten als wapen.
Burgess licht Ross' vader in over de situatie rond zijn zoon. Die gaat daarop naar de schuur en treft hem buiten aan. Hij wil zijn zoon helpen met vluchten en naar een kliniek brengen voor behandeling. Ross wil meewerken, maar het buitenaardse deel van hem staat dit niet toe en doodt zijn vader door hem te doorboren met een tentakel. Wanneer Ross de schuur ingaat, is hij er getuige van dat ook de laatste van zijn kinderen zich terugtrekt in een cocon om te verpoppen tot volwassene.
Eve breekt door het glas van haar gevangenis en vernietigt de machine die een gifcapsule in haar hoofd kan laten ontploffen als veiligheidsmaatregel. Een kogelregen vol voltreffers buiten het onderzoekscentrum verhindert niet dat ze een humvee bereikt en daarmee het terrein verlaat. Baker, Lennox en Gamble achtervolgen haar naar de schuur van Ross. Terwijl ze die aantreffen vol op uitkomen staande cocons, vinden Eve en Ross elkaar. Ze beginnen onmiddellijk te paren. Baker, Lennox en Gamble bespuiten de cocons met een gas gemaakt met behulp van stoffen in Gambles bloed. Het werkt; Ross' nageslacht sterft. De drie vinden vervolgens Ross en Eve, parend in hun buitenaardse vorm. Wanneer Baker Eve toeschreeuwt dat ze haar hulp nodig heeft, valt die 'Ross' aan. Hij is te sterk en verslaat haar. Baker neemt hem onder vuur met het gifgas dat ze heeft gemaakt. Lennox steekt intussen een hooivork in Gambles been en gooit het bebloede gereedschap in Ross' rug. Hij sterft.

### Epiloog
Een wagen rijdt weg met de levenloze Eve in de laadruimte. In de hoek daarvan zit een jongetje. Onder het laken zwelt Eve's buik op...

## Rolbezetting
| Acteur                             | Personage                    |
| ---------------------------------- | ---------------------------- |
| Natasha Henstridge / Monica Staggs | Eve / Eve in alien-vorm      |
| Michael Madsen                     | Preston Lennox               |
| Marg Helgenberger                  | Laura Baker                  |
| Mykelti Williamson                 | Dennis Gamble                |
| George Dzundza                     | Kolonel Carter Burgess Jr.   |
| James Cromwell                     | Senator Judson Ross          |
| Justin Lazard                      | Patrick Ross                 |
| Myriam Cyr                         | Anne Sampas                  |
| Sarah Wynter                       | Melissa                      |
| Baxter Harris                      | Dr. Orinsky                  |
| Scott Morgan                       | Harry Sampas                 |
| Peter Boyle                        | Dr. Herman Cromwell          |
| Kim Adams                          | Darlene, vrouw in supermarkt |
| Nancy La Scala                     | Debutante                    |
| Raquel Gardner                     | Zus van debutante            |
| Tracy Metro                        | Prostituee                   |
| Melanie Bradshaw                   | Prostituee #2                |

## Andere media
- Yvonne Navarro bracht drie maanden na het verschijnen van de film het boek Species II: A Novel uit. Dit bevat hetzelfde verhaal met details over de personages en het plot die niet voorkomen in de film.
- Todd McFarlane bracht middels zijn McFarlane Toys verschillende actiefiguren van Eve en Patrick uit.